# ツァイツ辺境伯領

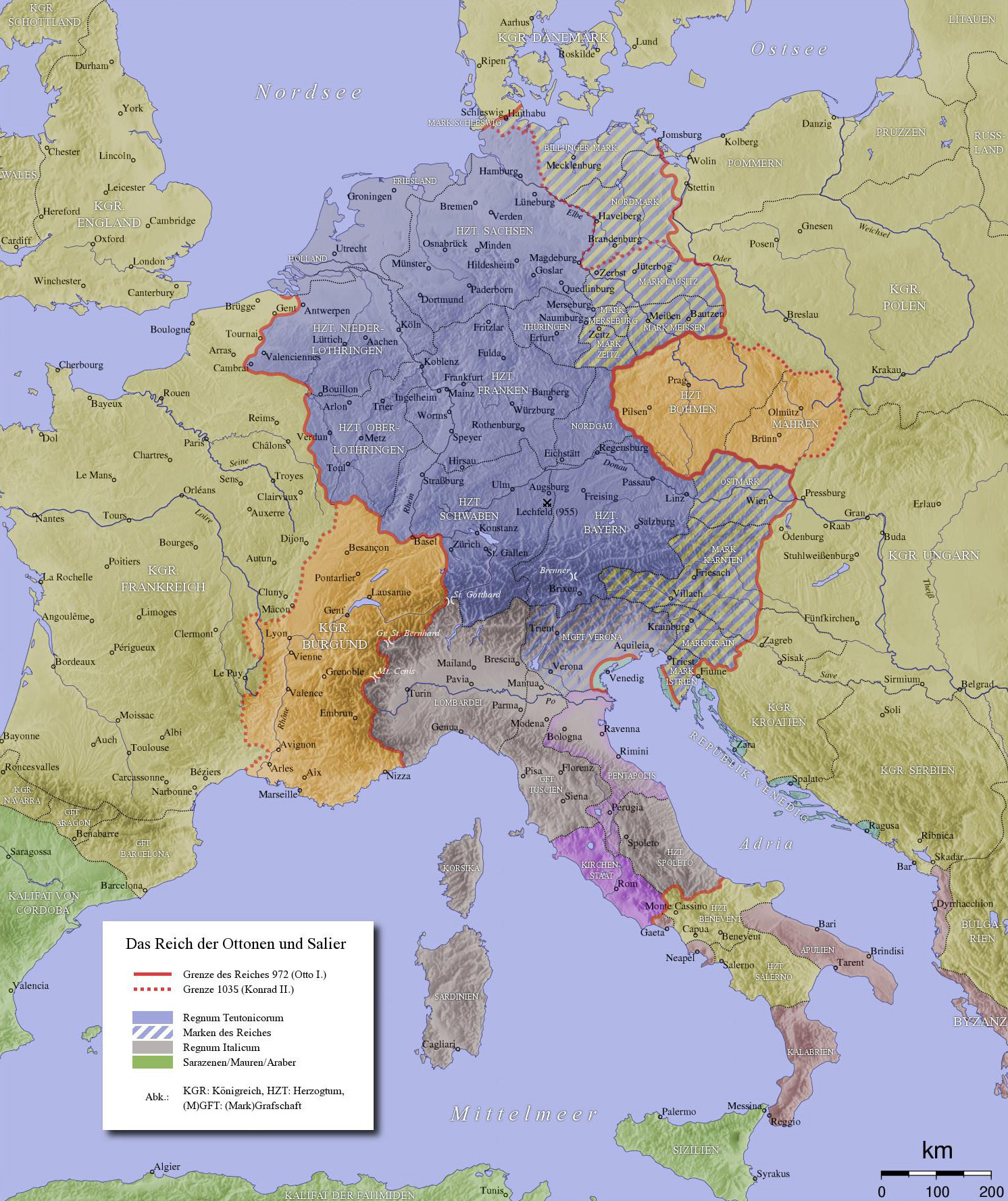
10世紀の神聖ローマ帝国。斜線部の一部がツァイツ辺境伯領。

ツァイツ辺境伯領（ドイツ語: Mark Zeitz）は、神聖ローマ帝国の辺境伯領の一つ。965年に辺境伯ゲロが死去した後、広大なゲロ辺境伯領の解体した際に皇帝オットー1世により創設された。首都はツァイツであった。唯一ツァイツ辺境伯に任命されたのがヴィッガーである。982年、ツァイツ辺境伯領はリクダックのもと、マイセン辺境伯領およびメルゼブルク辺境伯領に統合されたため、リクダックは一時的にオストマルクを除くかつてのゲロ辺境伯領の南部全てを統合したことになった。983年、ツァイツはソルブ人に侵略され、辺境伯領はスラヴ人の手に落ちた。それにもかかわらず、ツァイツ辺境伯領は、後のラウジッツ辺境伯領とともに、皇帝ハインリヒ2世の治世下にマイセン辺境伯領から再び分割された。